# چارترهاوس اسکوئر

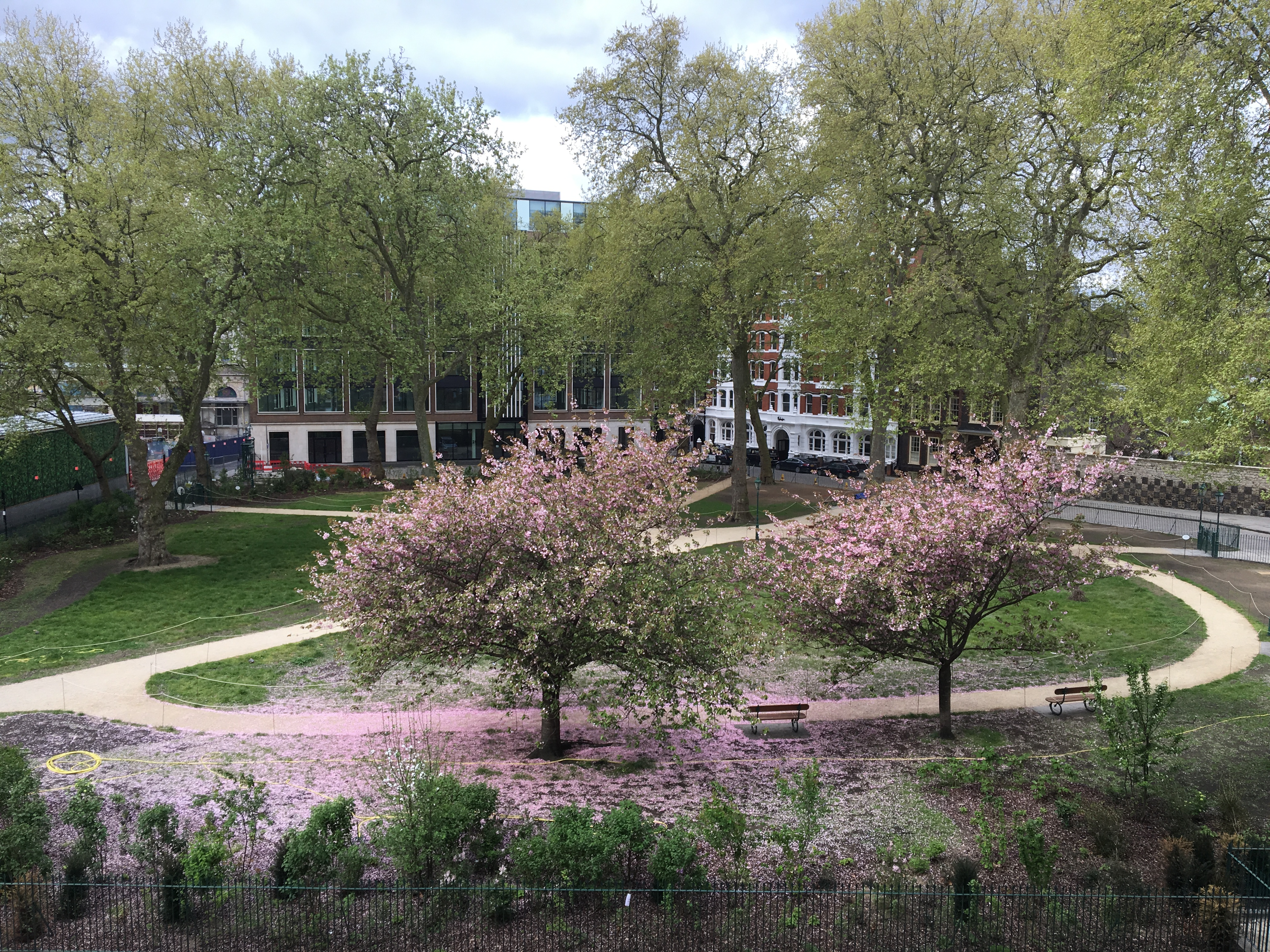
باغ چارترهاوس اسکوئر

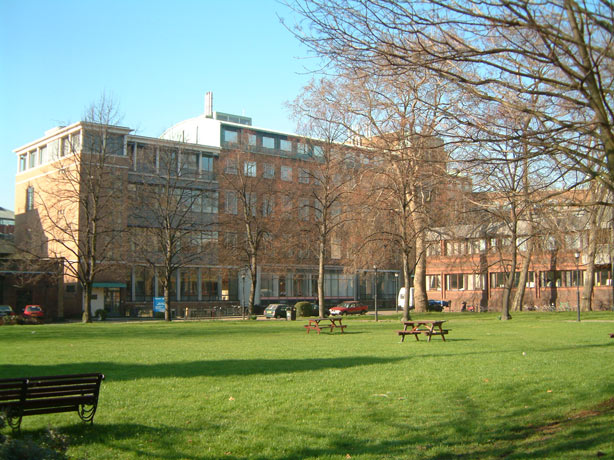
چارترهاوس اسکوئر: بخش‌هایی از دانشکدهٔ دندانپزشکی بارت و لاندن

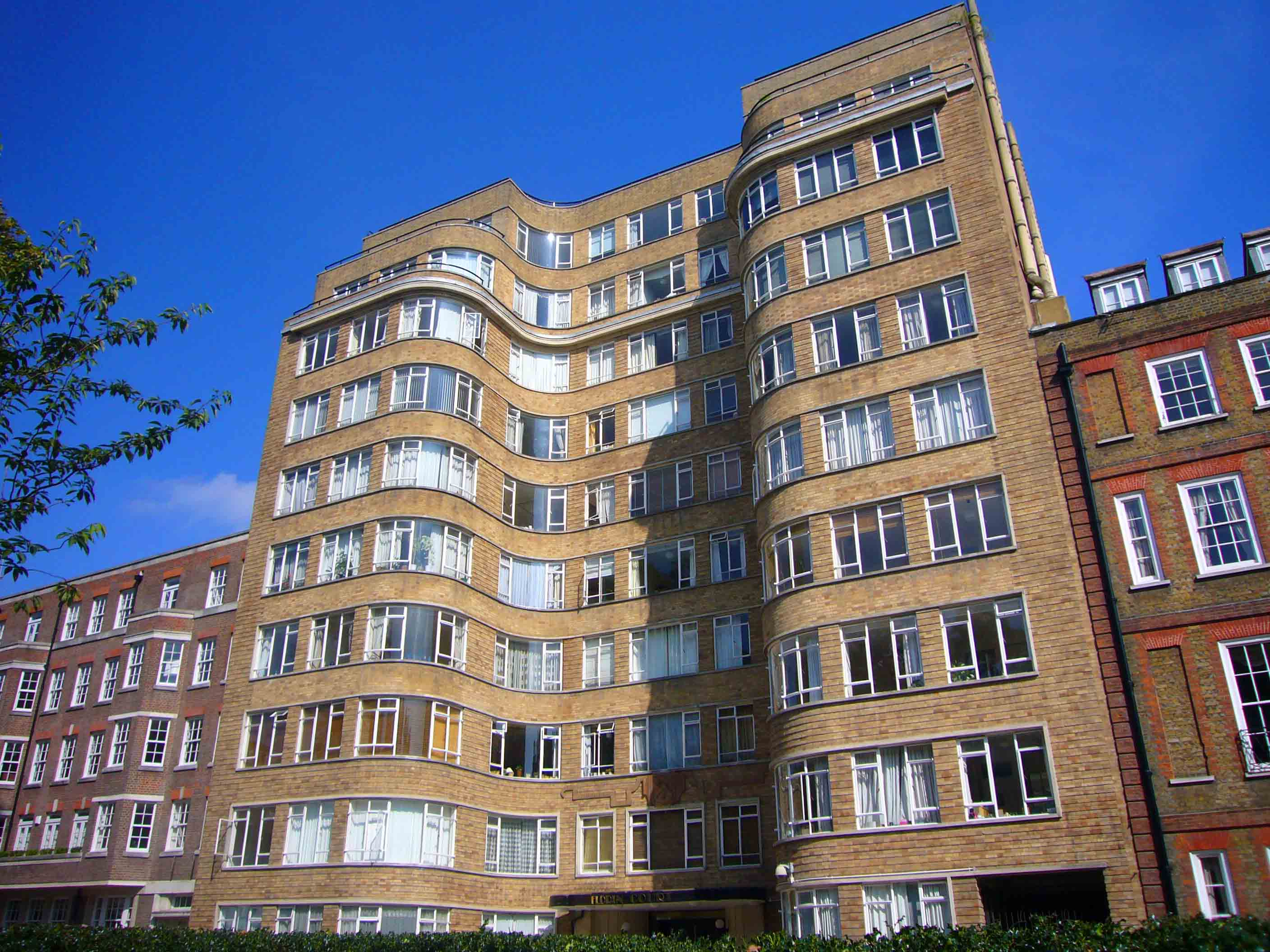
نمایی از فلورین کورت، آنگونه که از چارترهاوس اسکوئر دیده می‌شود.

چارترهاوس اسکوئر (انگلیسی: Charterhouse Square) یک محوطه و فضای سبز پنج‌ضلعی در اسمیت‌فیلد واقع در لندن مرکزی و بزرگترین حیاط‌خانهٔ لاندن چارترهاوس است که به‌دنبال بلیتس لندن، مورد بازسازی قرار گرفت. این محوطه، چندین ساختمان و از جمله یک مدرسه را به هم مرتبط می‌سازد.
مساحت این محوطه ۲-جریب-فرنگی (۰٫۸-هکتار) است و مستقیماً بر روی یک گورستان دسته جمعی طاعون‌زدگان در دوران مرگ سیاه قرن ۱۴ میلادی قرار دارد که در جریان حفاری‌های کراس‌ریل کشف شد. مرکز این محوطه، مرز میان منطقه ایزلینگتون لندن و سیتی لندن است.
عمارتِ فلورین کورت که در این محوطه واقع شده‌است، همان ساختمانی است که محل کار و زندگی هرکول پوآرو در سریال تلویزیونی پوآرو بود.